# La Palma (Darién)

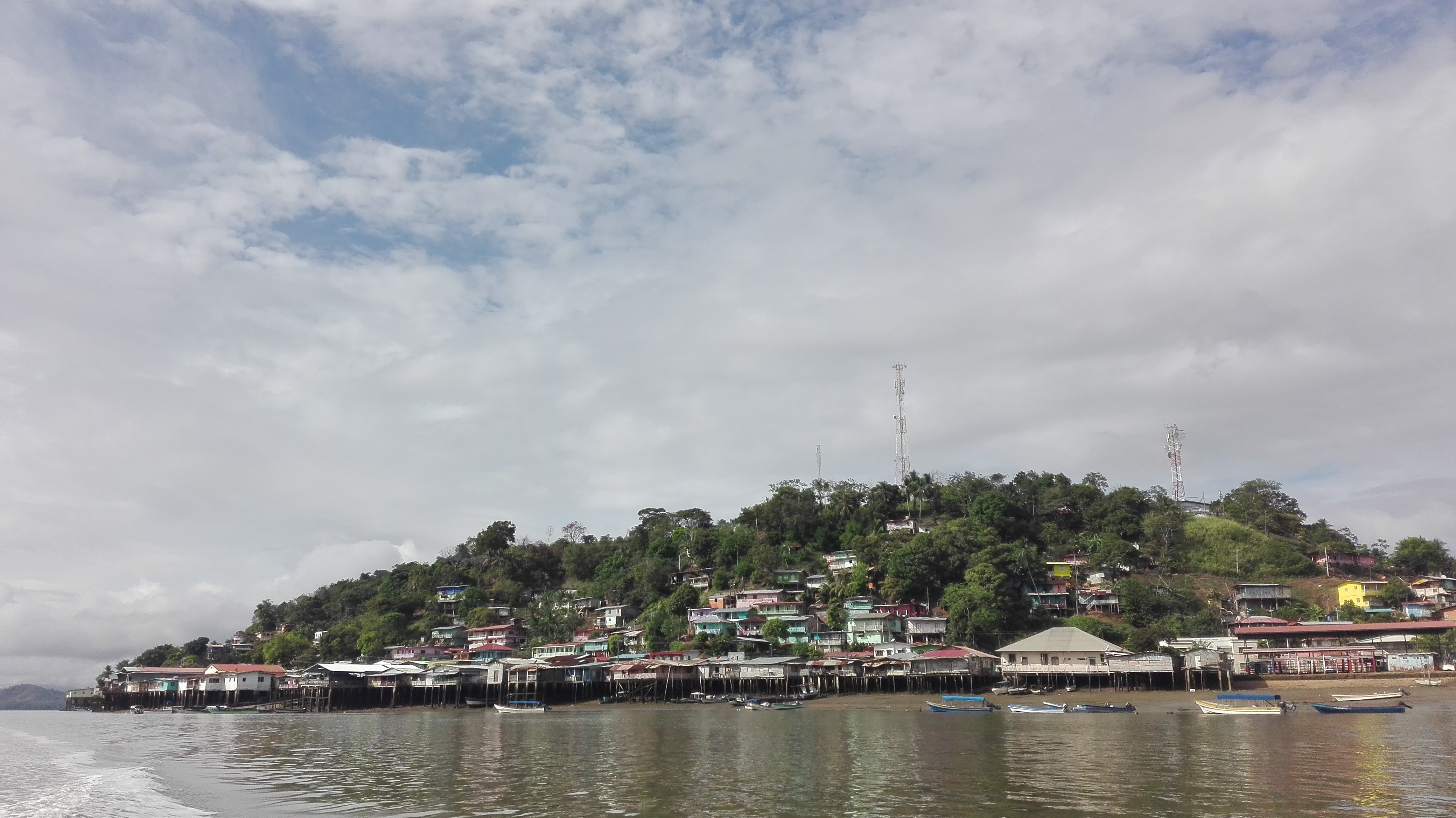
La Palma

La Palma é uma cidade do Panamá, capital da província de Darién. A cidade se situa em uma península às margens do Golfo de San Miguel, uma pequena baía na costa do Oceano Pacífico.
A economia da cidade baseia-se na agricultura. Tem uma população de aproximadamente 18.000 habitantes.